# Dag Jensen Holmen
Pour les articles homonymes, voir Jensen.
Dag Jensen Holmen (né le 16 mai 1954) est un sauteur à ski norvégien.

## Palmarès

### Coupe du Monde
- Meilleur classement final: 17e en 1981 et 1982.
- 1 victoire.

### Saison par saison
| Année | Lieu                  |
| 1981  | Planica (Yougoslavie) |